# Collegio elettorale di Lamezia Terme (Camera dei deputati)
Il collegio di Lamezia Terme fu un collegio elettorale uninominale della Repubblica Italiana per l'elezione della Camera dei deputati. Apparteneva alla circoscrizione Calabria e fu utilizzato per eleggere un deputato nella XII, XIII e XIV legislatura.
Venne istituito nel 1993 con la cosiddetta Legge Mattarella (Legge n. 277, Nuove norme per l'elezione della Camera dei deputati), attuata in seguito al referendum abrogativo del 1993. La legge istituì per la Camera dei deputati e per il Senato della Repubblica un sistema di elezione misto, in parte maggioritario e in parte proporzionale. Il 75% dei parlamentari dell'assemblea veniva eletto in collegi uninominali tramite sistema maggioritario a turno unico; il restante 25% alla Camera veniva eletto tramite sistema proporzionale con liste bloccate.
Il collegio venne abolito insieme a tutti gli altri che costituivano la Camera con la promulgazione della legge elettorale successiva, la cosiddetta Legge Calderoli. Questa prevedeva un sistema proporzionale con premio di maggioranza, che alla Camera veniva attribuito a livello nazionale.

## Territorio
Il collegio di Lamezia Terme era uno dei 17 collegi uninominali in cui era suddivisa la Calabria e, come previsto dal D.Lgs. del 20 dicembre 1993 n. 536, era interamente compreso nella provincia di Catanzaro e comprendeva i seguenti comuni: Conflenti, Cortale, Curinga, Decollatura, Falerna, Feroleto Antico, Gizzeria, Jacurso, Lamezia Terme, Maida, Martirano, Martirano Lombardo, Motta Santa Lucia, Nocera Tirinese, Pianopoli, Platania, San Mango d'Aquino, San Pietro a Maida e Soveria Mannelli.

## Eletti
| Elezione | Elezione                 | Deputato        | Partito                   |
| -------- | ------------------------ | --------------- | ------------------------- |
|          | 1994                     | Italo Reale     | Progressisti (FdV)        |
|          | 1996                     | Giuseppe Galati | Polo per le Libertà (CCD) |
| 2001     | Casa delle Libertà (CCD) | Giuseppe Galati |                           |

## Dati elettorali

### XII legislatura

#### Risultati proporzionale
| Coalizioni        | Coalizioni                                | Liste                                     | Liste                                     | Voti   | %     |
| ----------------- | ----------------------------------------- | ----------------------------------------- | ----------------------------------------- | ------ | ----- |
|                   | Progressisti                              |                                           | Partito Democratico della Sinistra        | 14.111 | 21,43 |
|                   | Progressisti                              | Rifondazione Comunista                    | 6.677                                     | 10,14  |       |
|                   | Progressisti                              | Partito Socialista Italiano               | 1.437                                     | 2,18   |       |
|                   | Progressisti                              | Federazione dei Verdi                     | 1.270                                     | 1,93   |       |
|                   | Progressisti                              | Movimento per la Democrazia - La Rete     | 700                                       | 1,06   |       |
|                   | Progressisti                              | Alleanza Democratica                      | 421                                       | 0,64   |       |
| Totale coalizione | Totale coalizione                         | 24.616                                    | 37,38                                     |        |       |
|                   | Polo del Buon Governo                     |                                           | Forza Italia                              | 15.118 | 22,96 |
|                   | Polo del Buon Governo                     | Alleanza Nazionale                        | 8.652                                     | 13,14  |       |
| Totale coalizione | Totale coalizione                         | 23.770                                    | 36,10                                     |        |       |
|                   | Patto per l'Italia                        |                                           | Partito Popolare Italiano                 | 7.835  | 11,90 |
|                   | Patto per l'Italia                        | Patto Segni                               | 2.867                                     | 4,35   |       |
| Totale coalizione | Totale coalizione                         | 10.702                                    | 16,25                                     |        |       |
|                   | Movimento Cristiano Veritas               | Movimento Cristiano Veritas               | Movimento Cristiano Veritas               | 2.932  | 4,45  |
|                   | Socialdemocrazia                          | Socialdemocrazia                          | Socialdemocrazia                          | 2.846  | 4,32  |
|                   | Unione Mediterranea                       | Unione Mediterranea                       | Unione Mediterranea                       | 350    | 0,53  |
|                   | Movimento Meridionale                     | Movimento Meridionale                     | Movimento Meridionale                     | 286    | 0,43  |
|                   | Idea Città                                | Idea Città                                | Idea Città                                | 138    | 0,21  |
|                   | Liberal Democratici Europei               | Liberal Democratici Europei               | Liberal Democratici Europei               | 113    | 0,17  |
|                   | Movimento Liberaldemocratico e Socialista | Movimento Liberaldemocratico e Socialista | Movimento Liberaldemocratico e Socialista | 81     | 0,12  |
| Totale            | Totale                                    | Totale                                    | Totale                                    | 65.834 |       |

#### Risultati uninominale
|                               | Italo Reale ✔️ Eletto            | Progressisti                                      | 22 911 | 34,00 |  |  |  |  |  |
|                               | Giuseppe Galati                  | Polo del Buon Governo (FI - AN - CCD - UDC - PLD) | 22 491 | 33,37 |  |  |  |  |  |
|                               | Benito Romano Vittorio De Grazia | Patto per l'Italia                                | 8 487  | 12,59 |  |  |  |  |  |
|                               | Giuseppe Lelio Petronio          | Socialdemocrazia per le Libertà                   | 6 987  | 10,37 |  |  |  |  |  |
|                               | Egidio Chiarella                 | Movimento Cristiano Veritas                       | 6 514  | 9,67  |  |  |  |  |  |
| Totale                        | Totale                           | Totale                                            | 67 390 | 100   |  |  |  |  |  |
|                               |                                  |                                                   |        |       |  |  |  |  |  |
| Fonte: Ministero dell'interno |                                  |                                                   |        |       |  |  |  |  |  |

### XIII legislatura

#### Risultati proporzionale
| Coalizioni        | Coalizioni                         | Liste                                     | Liste                              | Voti   | %     |
| ----------------- | ---------------------------------- | ----------------------------------------- | ---------------------------------- | ------ | ----- |
|                   | Polo per le Libertà                |                                           | Forza Italia                       | 18.719 | 29,06 |
|                   | Polo per le Libertà                | Alleanza Nazionale                        | 12.110                             | 18,80  |       |
|                   | Polo per le Libertà                | CCD-CDU                                   | 5.041                              | 7,82   |       |
| Totale coalizione | Totale coalizione                  | 35.870                                    | 55,68                              |        |       |
|                   | L'Ulivo                            |                                           | Partito Democratico della Sinistra | 12.052 | 18,71 |
|                   | L'Ulivo                            | Popolari per Prodi (PPI-SVP-PRI-UD-Prodi) | 3.237                              | 5,02   |       |
|                   | L'Ulivo                            | Rinnovamento Italiano                     | 2.017                              | 3,13   |       |
|                   | L'Ulivo                            | Federazione dei Verdi                     | 1.162                              | 1,80   |       |
| Totale coalizione | Totale coalizione                  | 18.468                                    | 28,66                              |        |       |
|                   | Progressisti                       |                                           | Rifondazione Comunista             | 7.443  | 11,55 |
|                   | Movimento Sociale Fiamma Tricolore | Movimento Sociale Fiamma Tricolore        | Movimento Sociale Fiamma Tricolore | 1.081  | 1,68  |
|                   | Partito Socialista                 | Partito Socialista                        | Partito Socialista                 | 751    | 1,17  |
|                   | Lista Pannella - Sgarbi            | Lista Pannella - Sgarbi                   | Lista Pannella - Sgarbi            | 690    | 1,07  |
|                   | Rinnovamento                       | Rinnovamento                              | Rinnovamento                       | 121    | 0,19  |
| Totale            | Totale                             | Totale                                    | Totale                             | 64.424 |       |

#### Risultati uninominale
|                               | Giuseppe Galati ✔️ Eletto | Polo per le Libertà | 31 991 | 50,00 |  |  |  |  |  |
|                               | Italo Reale               | L'Ulivo             | 28 503 | 44,55 |  |  |  |  |  |
|                               | Francesco Mastroianni     | Fiamma Tricolore    | 3 482  | 5,44  |  |  |  |  |  |
| Totale                        | Totale                    | Totale              | 63 976 | 100   |  |  |  |  |  |
|                               |                           |                     |        |       |  |  |  |  |  |
| Fonte: Ministero dell'interno |                           |                     |        |       |  |  |  |  |  |

### XIV legislatura

#### Risultati proporzionale
| Coalizioni        | Coalizioni              | Liste                                 | Liste                   | Voti   | %     |
| ----------------- | ----------------------- | ------------------------------------- | ----------------------- | ------ | ----- |
|                   | Casa delle Libertà      |                                       | Forza Italia            | 16.917 | 26,83 |
|                   | Casa delle Libertà      | Alleanza Nazionale                    | 9.831                   | 15,59  |       |
|                   | Casa delle Libertà      | Nuovo PSI                             | 7.358                   | 11,67  |       |
|                   | Casa delle Libertà      | CCD-CDU                               | 3.529                   | 5,60   |       |
| Totale coalizione | Totale coalizione       | 37.635                                | 59,69                   |        |       |
|                   | L'Ulivo                 |                                       | Democratici di Sinistra | 9.612  | 15,25 |
|                   | L'Ulivo                 | La Margherita (Dem - PPI - RI- UDEUR) | 5.092                   | 8,08   |       |
|                   | L'Ulivo                 | Comunisti Italiani                    | 1.138                   | 1,80   |       |
|                   | L'Ulivo                 | Il Girasole (FdV - SDI)               | 1.128                   | 1,79   |       |
| Totale coalizione | Totale coalizione       | 16.970                                | 26,92                   |        |       |
|                   | Rifondazione Comunista  | Rifondazione Comunista                | Rifondazione Comunista  | 3.370  | 5,35  |
|                   | Lista Di Pietro         | Lista Di Pietro                       | Lista Di Pietro         | 1.750  | 2,78  |
|                   | Democrazia Europea      | Democrazia Europea                    | Democrazia Europea      | 1.173  | 1,86  |
|                   | Fiamma Tricolore        | Fiamma Tricolore                      | Fiamma Tricolore        | 1.099  | 1,74  |
|                   | Lista Pannella - Bonino | Lista Pannella - Bonino               | Lista Pannella - Bonino | 840    | 1,33  |
|                   | Paese Nuovo             | Paese Nuovo                           | Paese Nuovo             | 168    | 0,27  |
|                   | Abolizione scorporo     | Abolizione scorporo                   | Abolizione scorporo     | 43     | 0,07  |
| Totale            | Totale                  | Totale                                | Totale                  | 63.048 |       |

#### Risultati uninominale
|                               | Giuseppe Galati ✔️ Eletto | Casa delle Libertà | 33 416 | 50,68 |  |  |  |  |  |
|                               | Doris Lo Moro             | L'Ulivo            | 27 511 | 41,72 |  |  |  |  |  |
|                               | Vincenzo Battaglia        | Democrazia Europea | 2 320  | 3,52  |  |  |  |  |  |
|                               | Paolo Volta               | Lista Di Pietro    | 1 784  | 2,71  |  |  |  |  |  |
|                               | Massimiliano Natale       | Lista Emma Bonino  | 910    | 1,38  |  |  |  |  |  |
| Totale                        | Totale                    | Totale             | 65 941 | 100   |  |  |  |  |  |
|                               |                           |                    |        |       |  |  |  |  |  |
| Fonte: Ministero dell'interno |                           |                    |        |       |  |  |  |  |  |